# Kranvagn
Stridsvagn KRV (KRV — аббревиатура от Kranvagn) — проект шведского тяжелого танка с качающийся башней и автоматическим зарядным устройством в 1950-х годах. Одна из модификаций шведского проекта EMIL. Было изготовлено два шасси. Одно из которых было использовано для САУ Akv 151. Второе использовалось для испытаний концепта S-танка, который впоследствии стал Strv 103.

## История создания
В 1951 году Администрации Королевской армии было поручено разработать один из вариантов проекта EMIL. Новый танк разрабатывался параллельно с проектом EMIL. Танк мог бы поражать советский танк ИС-3, имевший мощную на то время 122-мм пушку. Landsverk было поручено построить этот танк. Помимо мощности и хорошей защиты, новая башня должна была оснащаться автоматически заряжаемой пушкой. Идея с автоматом не была новой, так как Landsverk в 1947 году построил прототип Strv m/42 с автоматическим зарядным устройством.
Первый проект нового танка имел низкое шасси с пятью большими опорными катками и наклонную лобовую броню. Танк весил 45 тонн. Башня была качающийся с 120-мм автоматической пушкой L/40 со скорострельностью 30 выстрелов в минуту. В основном большая часть брони располагалась в передней части башни (150 мм). Разработчики продолжили разработку концепции танка и в 1952 году сделали два шасси. На танк предполагалось установить 150-мм гладкоствольную пушку L/40.
Концерны Bofors, Landsverk и Volvo предложили в 1958 года возобновить проект с иностранными пушками калибра от 105 до 120 мм, но это сочли слишком дорогим, и вместо него был принят проект Strv 103.

## Описание конструкции
Bofors уменьшили броню башни до 70 мм (борт), 30 мм (корму) и до 22 мм (крышу). Угол возвышения увеличили до +10 градусов, что увеличивало вес башни на 2 тонны и окончательная масса башни стала 17 тонн. На Kranvagn 1955 года предполагалось установить 150-мм гладкоствольную пушку L/40. А на Kranvagn 1958 года предполагалось установить 155-мм пушку. На танк устанавливался двигатель SFA, который был способен развивать максимальную мощность 723 л. с.

## Модификации
- Kranvagn, 1955 — модификация 1955 года. Разработана в 1951—1955 годах. Произведено 2 шасси.
- Kranvagn, 1958 — модификация 1958 года. Проект решили возобновить в 1958 году для установки современной 155-мм пушкой или иностранных пушек калибра 105—120 мм. Однако это сочли слишком дорогим, и вместо него был принят проект Strv 103.

## Машины на базе
- Akv 151 — САУ на базе Strv KRV со 155 мм орудием, разработана фирмой Landsverk в 1951 году.
- S-танк — проект САУ на базе Strv KRV. После того как создали шасси танка Kranvagn было сочтено закупить 50-тонный танк с высокой защитой и посредственной подвижностью либо у Великобритании, либо у США. В 1956 году, Свен Берге из Шведского управления вооружений предложил отечественную альтернативу другим танкам — S-танк. Проект стал прототипом Strv 103.
- Strv K - проект в котором на базе Strv KRV была бы установлена башня Centurion mk.10. От данной идеи отказались в пользу других из-за дороговизны

## Сохранившиеся экземпляры
- Швеция — корпус от S-танка в военном музее Арсенален.
- Швеция — Akv 151 в военном музее Арсенален.

## В игровой индустрии
Stridsvagn KRV (Kranvagn) присутствует в танковом дереве развитии тяжёлым танком 10 уровня в ММО игре World of Tanks,Мир танков и World of Tanks Blitz.